# Aktienbrauerei Simmerberg

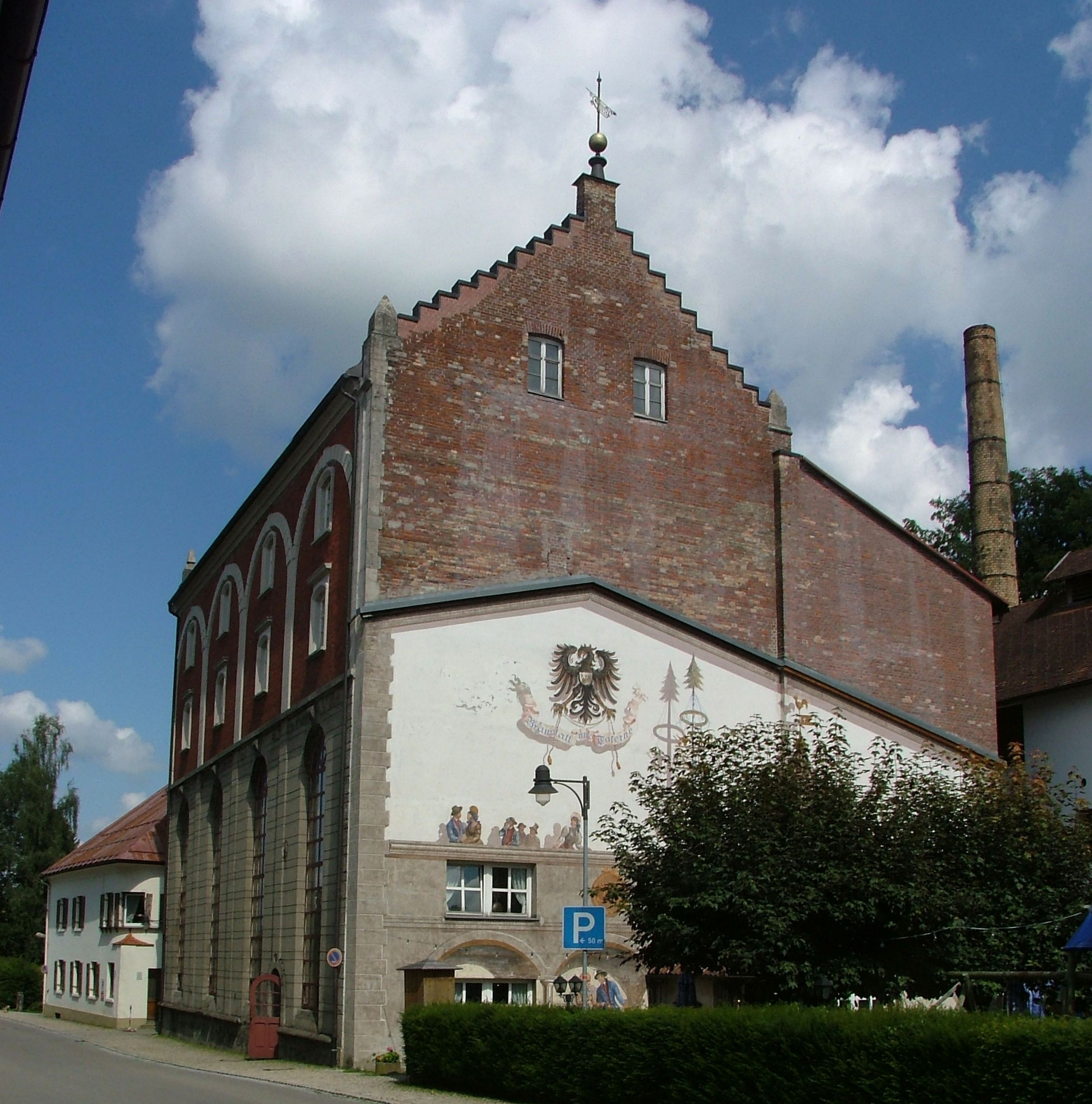
Brauhaus

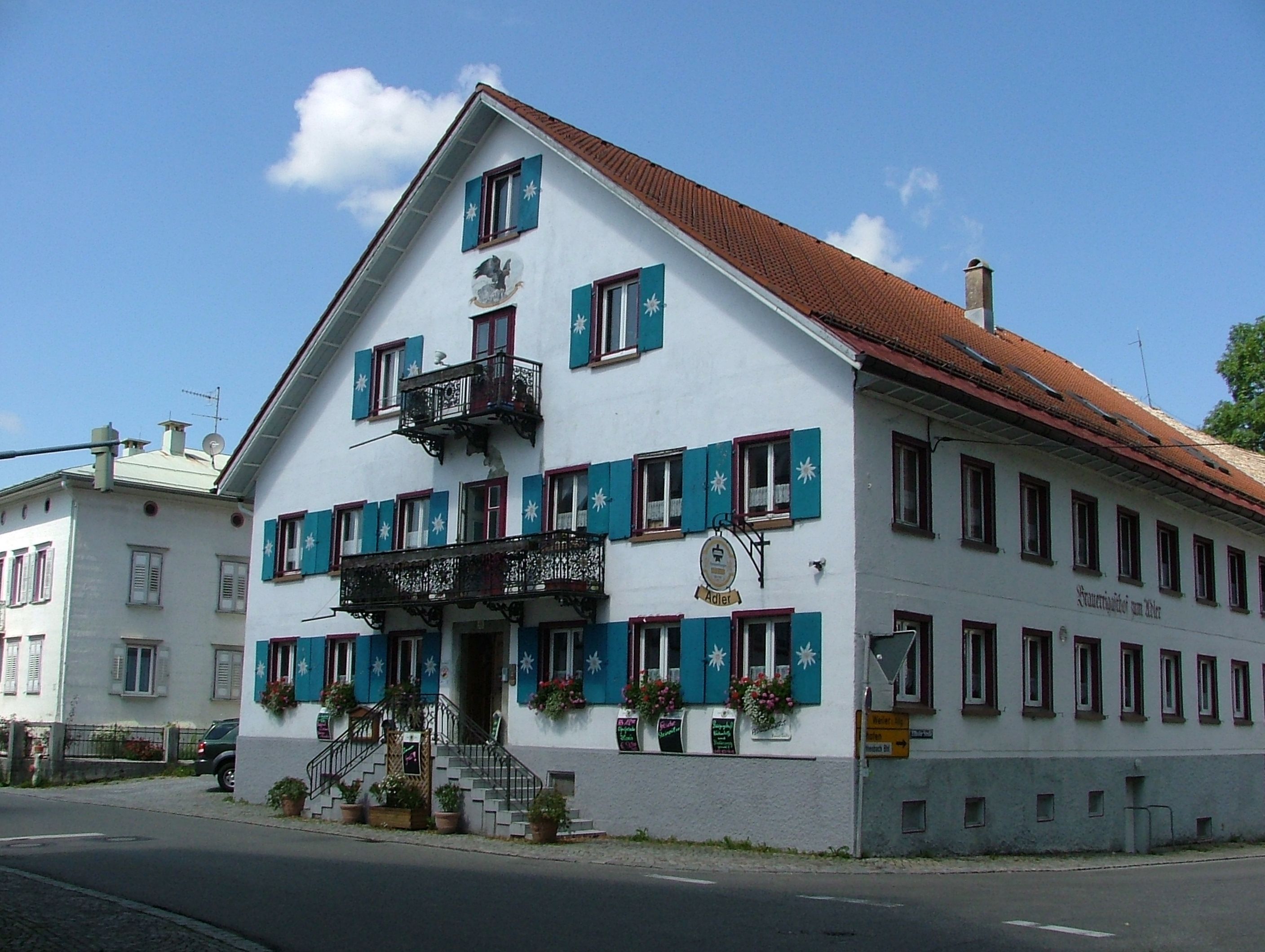
Brauereigasthof Adler

Die Aktienbrauerei Simmerberg ist eine Brauerei in Simmerberg, einem Ortsteil des Markts Weiler-Simmerberg im bayerisch-schwäbischen Landkreis Lindau (Bodensee).

## Geschichte
Während der frühen Neuzeit war Simmerberg, an der Salzstraße von Hall in Tirol am Bodensee gelegen, ein wichtiger Umschlagplatz für Salz. Im Jahr 1660 wurde der Gasthof Zum Adler erwähnt. In einer Urkunde aus dem Jahr 1706 geht hervor, dass in den Kellerräumen des Gasthofs, dem sogenannten Höllloch, Bier gebraut und ausgeschenkt werden darf. Der neue Inhaber Josef Hackspihl gründete daraufhin die Aktiengesellschaft. 
1851 erwarb der Lindenberger Pferdehändler Engelbert König die Brauerei samt Taverne und baute ab 1875 ein neues Brauereigebäude auf der gegenüberliegenden Straßenseite. In den Folgejahren kamen noch ein Sudhaus und ein Lagerkeller hinzu. Unter Bonaventura König stieß die Brauerei um 1900 60.000 bis 80.000 Hektoliter Bier aus. Während des Ersten Weltkriegs war die Brauerei Teil der Brauerei Karg aus Heimenkirch. 
1932 übernahm die Inselbrauerei Lindau die Aktienbrauerei. Während des Zweiten Weltkriegs wurden zum Teil Medikamente durch das Pharmaunternehmen Gödecke auf Teilen des Brauereigeländes hergestellt. 1972 stellte die Inselbrauei Lindau den Braubetrieb ein, und der komplette Braubetrieb wurde nach Simmerberg verlagert.
Im Jahr 1992 erfolgte mit dem Abriss der Mälzerei und des Lagers eine bauliche Umstrukturierung der Brauerei und der Gastronomie. Seit 2016 wird das ehemalige Bier der Inselbrauerei Lindauer Hell wieder gebraut. Heute weist die Aktienbrauerei Simmerberg einen jährlichen Ausstoß von 5000 Hektolitern Bier auf.

## Produkte
Das Produktsortiment umfasst neben dem Kellerbier Rödler auch Helles, Weizen, Pils und Bockbier. Zudem werden auch Helles, Weizen, Bockbier und Radler für die Marke Lindauer produziert.